# Cylinder Nabonida z Larsy

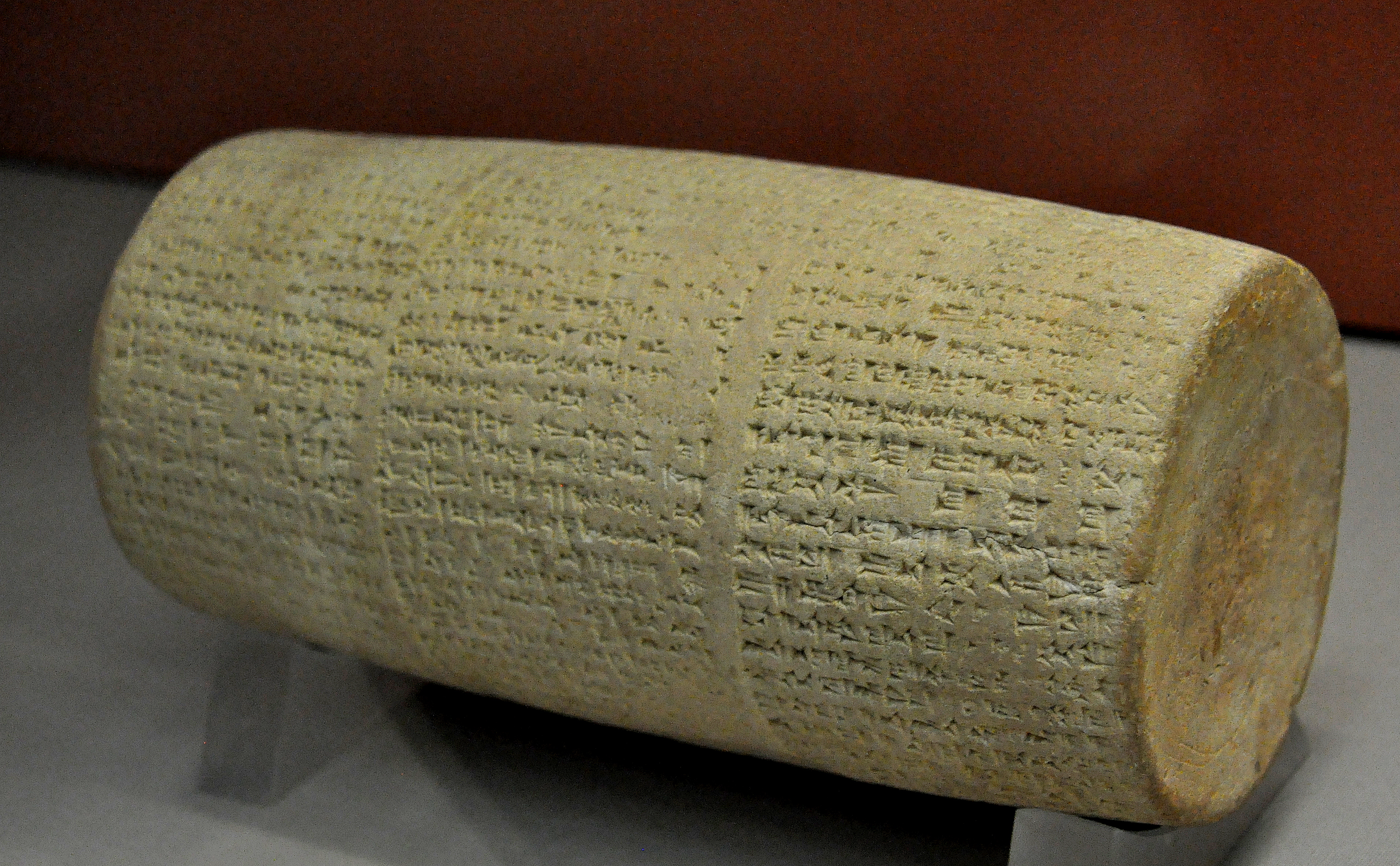
Cylinder Nabonida z Larsy (BM 91143) w zbiorach Muzeum Brytyjskiego

Cylinder Nabonida z Larsy – gliniany cylinder nowobabilońskiego króla Nabonida (556–539 p.n.e.) z inskrypcją zapisaną pismem klinowym w trzech kolumnach opisującą prace budowlane prowadzone przez tego króla, w tym odbudowę E-babbar, świątyni boga Szamasza w Larsie. Inskrypcja zawiera też informacje o historii tej i innych świątyń, gdyż Nabonid wspomina w niej o inskrybowanych depozytach fundacyjnych wcześniejszych władców znalezionych w trakcie prowadzenia tychże prac budowlanych.
Cylinder zakupiło w 1885 roku Muzeum Brytyjskie od handlarza antyków Josepha M. Shemtoba. Zabytek zarejestrowany został pierwotnie w zbiorach muzeum pod numerem 1885,0430.2, a obecnie nosi numer inwentarzowy BM 91143. Jako miejsce odnalezienia cylindra podawane jest stanowisko Tell Senkereh w Iraku, kryjące pozostałości starożytnego miasta Larsa. Zabytek ma długość 22,86 cm i średnicę 11,74 cm.